# Mělník
Mělník (Duits: Melnik) is een stad in de Tsjechische regio Midden-Bohemen.
Mělník ligt op 30 km ten noorden van Praag. De stad ligt op de rechteroever van de Elbe (Labe) tegenover de monding van de Moldau (Vitava). De binnenstad van Mělník ligt op een heuvel, die aan de kant van de Elbe voor wijnbouw wordt gebruikt.
Mělník is de belangrijkste rivierhaven van Tsjechië en heeft een containerterminal.

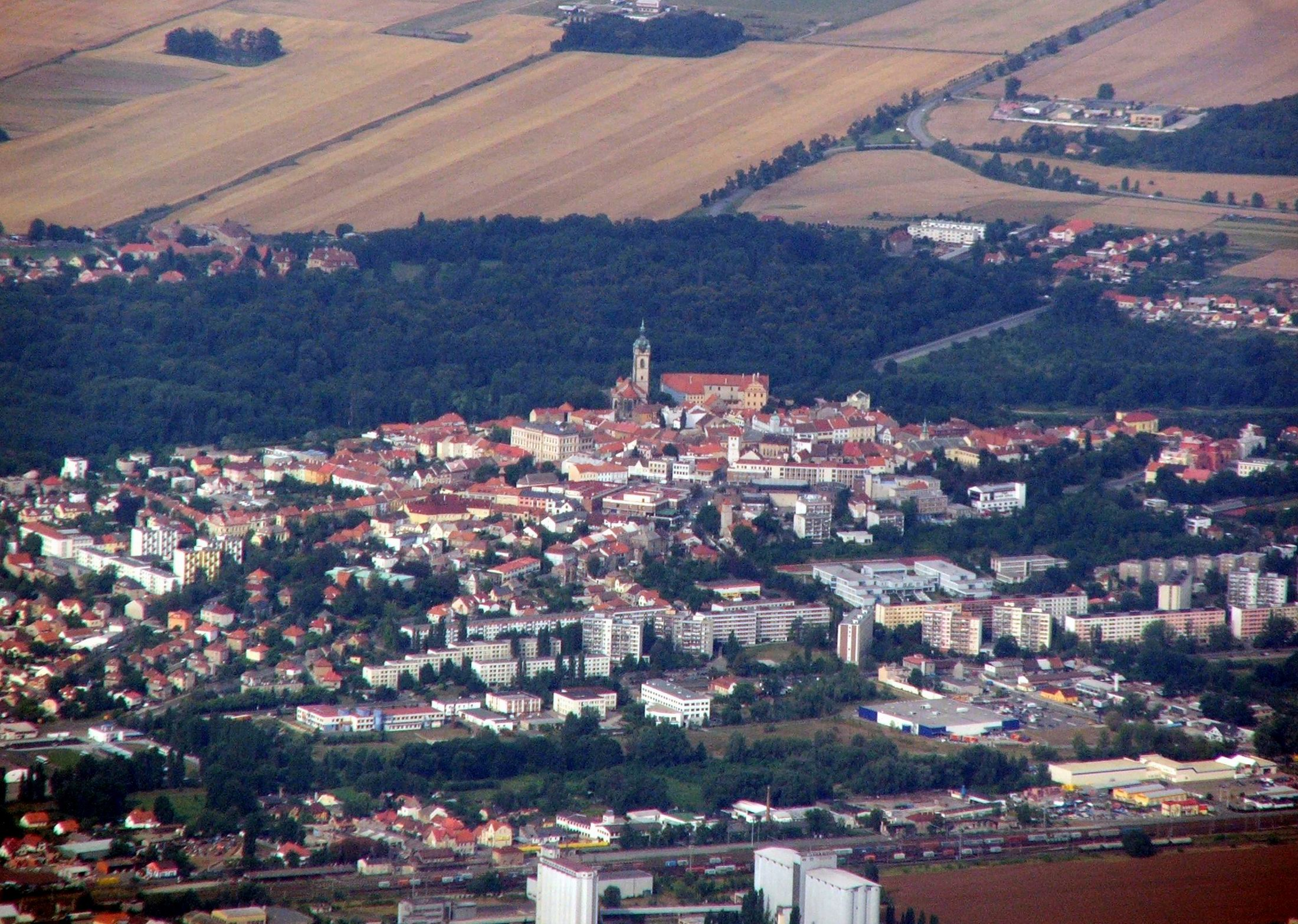
Luchtfoto van de stad
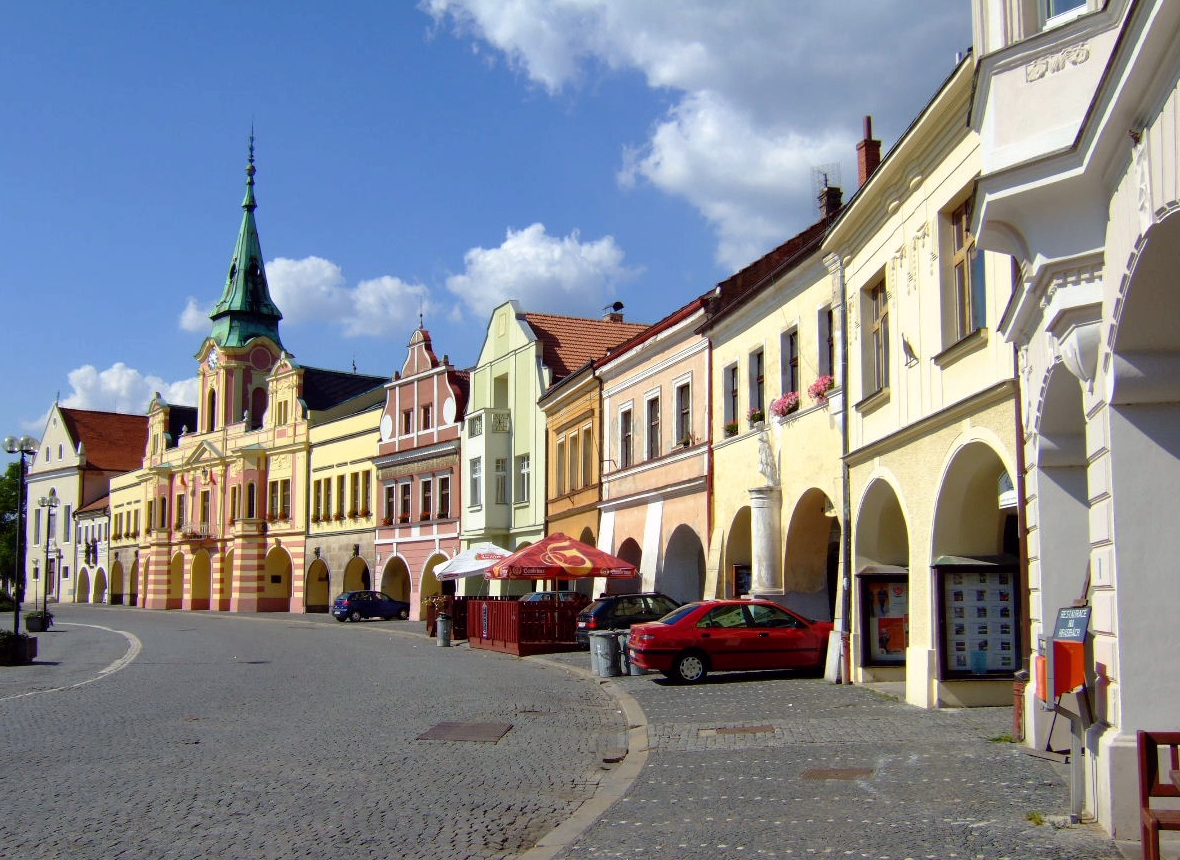
Het centrale deel van de stad
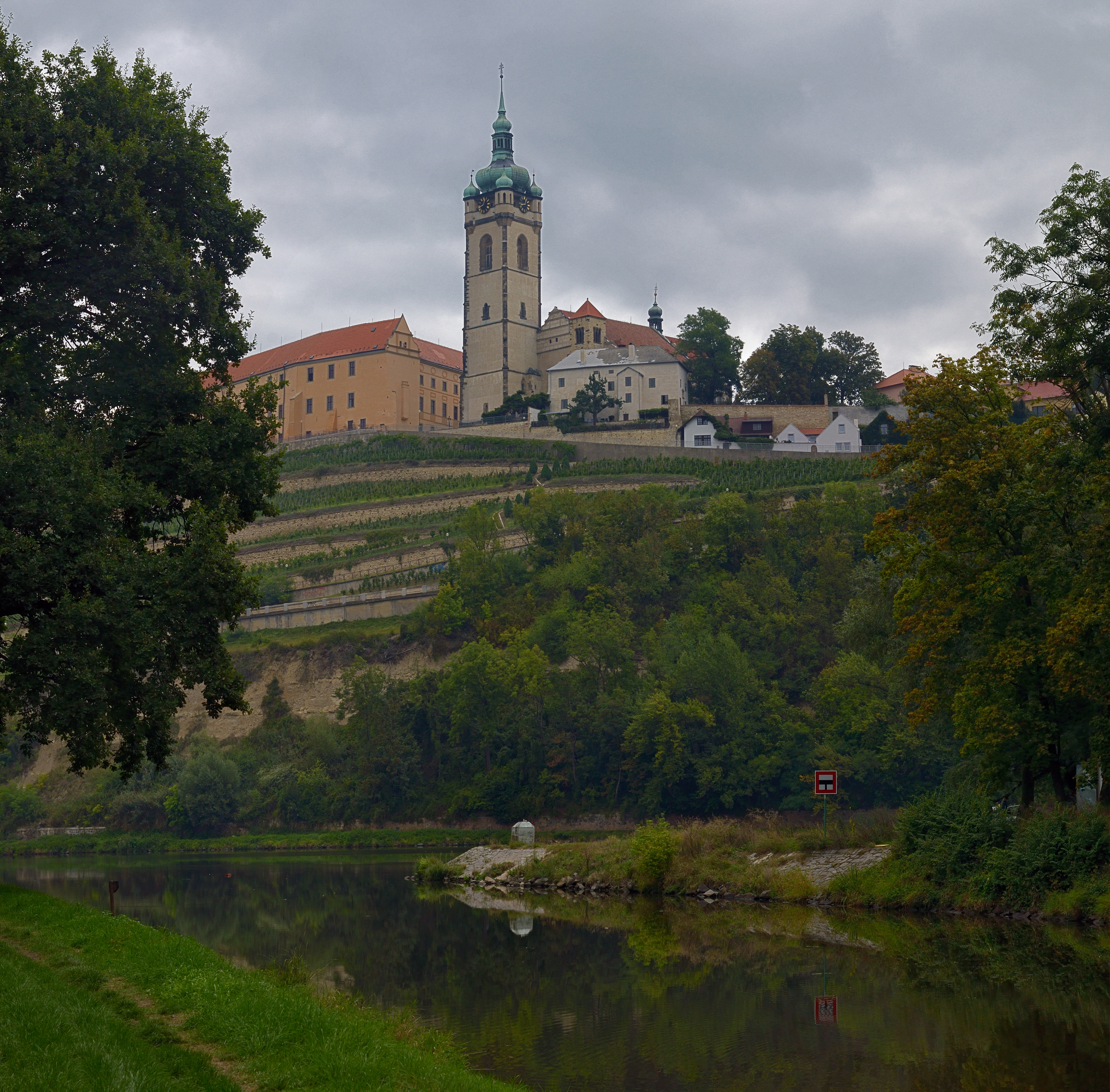
Kasteel boven de samenloop van de Vltava en Labe
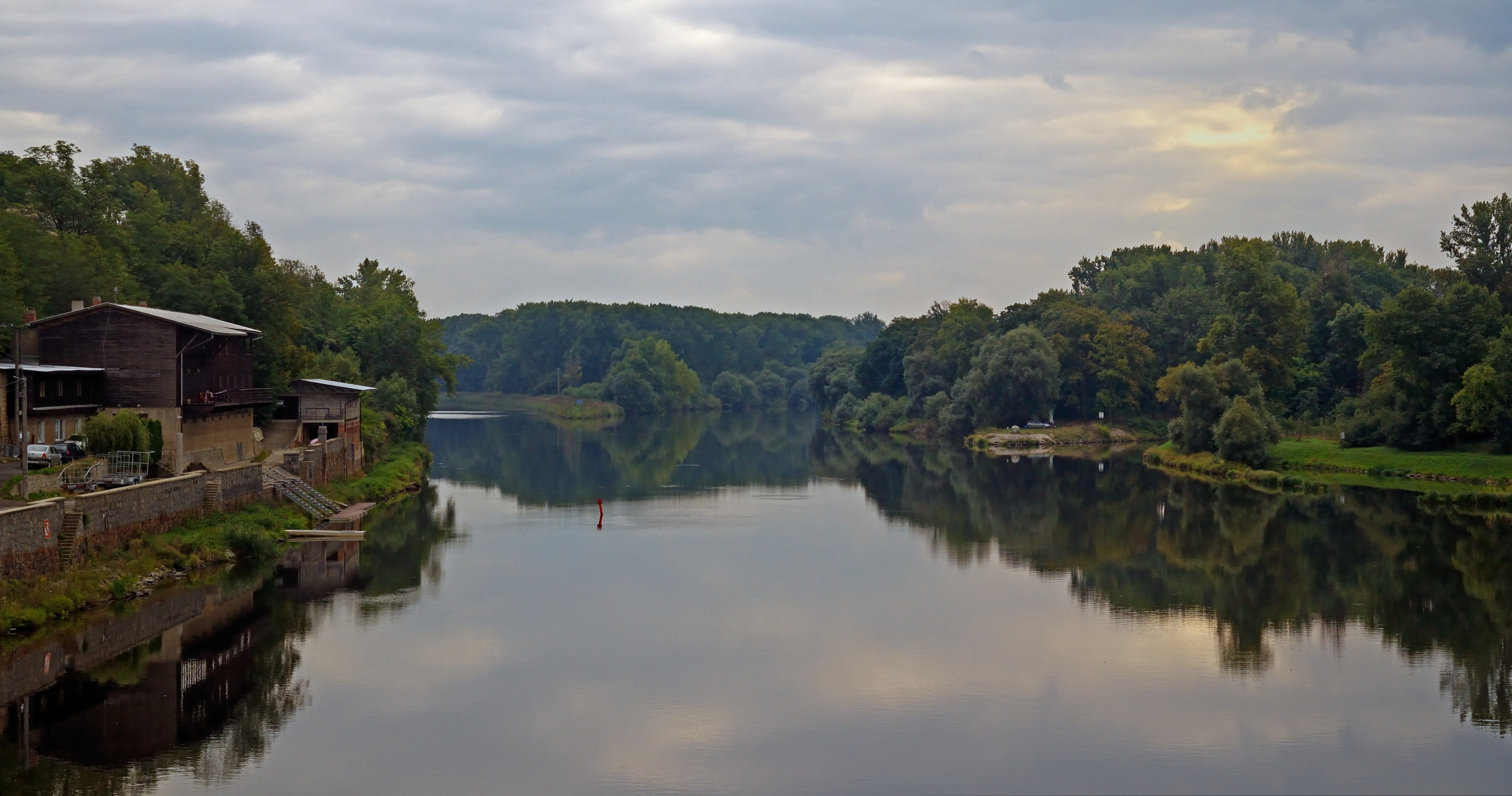
Samenloop van de Vltava en Labe

Býkev ·
Byšice ·
Cítov ·
Čakovičky ·
Čečelice ·
Dobřeň ·
Dolany nad Vltavou ·
Dolní Beřkovice ·
Dolní Zimoř ·
Dřínov ·
Horní Počaply ·
Hořín ·
Hostín u Vojkovic ·
Hostín ·
Chlumín ·
Chorušice ·
Chvatěruby ·
Jeviněves ·
Kadlín ·
Kanina ·
Kly ·
Kojetice ·
Kokořín ·
Kostelec nad Labem ·
Kozomín ·
Kralupy nad Vltavou ·
Ledčice ·
Lhotka ·
Liběchov ·
Libiš ·
Liblice ·
Lobeč ·
Lužec nad Vltavou ·
Malý Újezd ·
Medonosy ·
Mělnické Vtelno ·
Mělník ·
Mšeno ·
Nebužely ·
Nedomice ·
Nelahozeves ·
Neratovice ·
Nosálov ·
Nová Ves ·
Obříství ·
Olovnice ·
Ovčáry ·
Postřižín ·
Řepín ·
Spomyšl ·
Stránka ·
Střemy ·
Tišice ·
Tuhaň ·
Tupadly ·
Újezdec ·
Úžice ·
Velký Borek ·
Veltrusy ·
Vidim ·
Vojkovice ·
Vraňany ·
Všestudy ·
Všetaty ·
Vysoká ·
Zálezlice ·
Zlončice ·
Zlosyň ·
Želízy